# ティコ・ブラーエ (宇宙船)

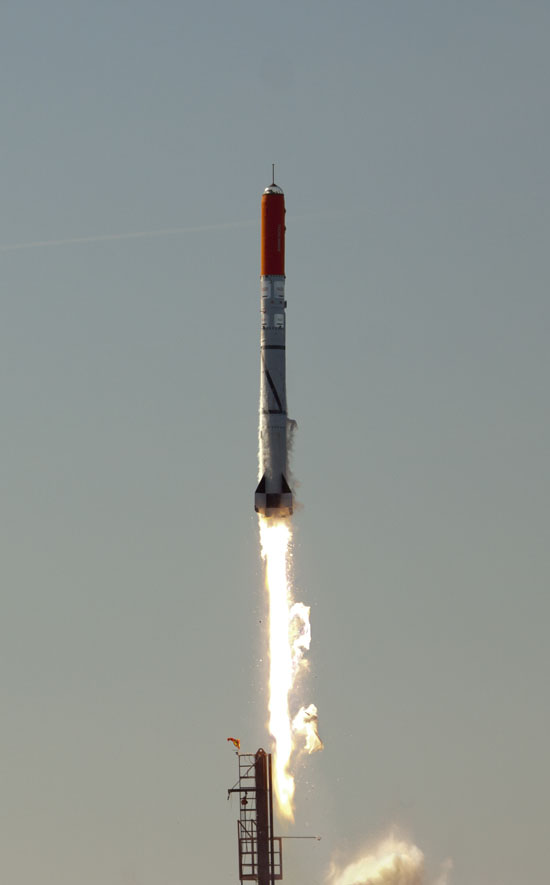
Heat 1X & Tycho Brahe

ティコ・ブラーエ (Tycho Brahe) とは、デンマークの民間宇宙団体コペンハーゲン・サブオービタルズが開発を行っていた有人宇宙船である。

## 概要
ティコ・ブラーエは乗員1名の超小型宇宙船 (micro-spacecraft) で、デンマーク初の有人宇宙飛行を目指していた。乗員は円筒形の機体に立ったまま乗り込み、先端の半球状のガラス窓から周囲を眺めることができる。地球周回軌道には到達せず、弾道飛行で宇宙との境界である高度100km(カーマンライン)の宇宙空間に上昇したのち、パラシュートを用いて帰還する設計であった。
打ち上げは海上の艀から専用のHEATロケットで行われた。これは、エポキシ樹脂と液体酸素を推進剤に用いた単段式のハイブリッドロケットで、弾道飛行用に設計されているため軌道投入能力は持たない。打ち上げ時の加速度は3Gに抑えられており、乗員が立った状態での打ち上げに耐えられるように配慮されている。
プロジェクトは Peter Madsen と Kristian von Bengtsson の2人によって率いられ、費用はスポンサー企業や個人の有志からの募金でまかなわれた。
名称は16世紀のデンマークの天文学者ティコ・ブラーエに由来している。

## 開発・運用

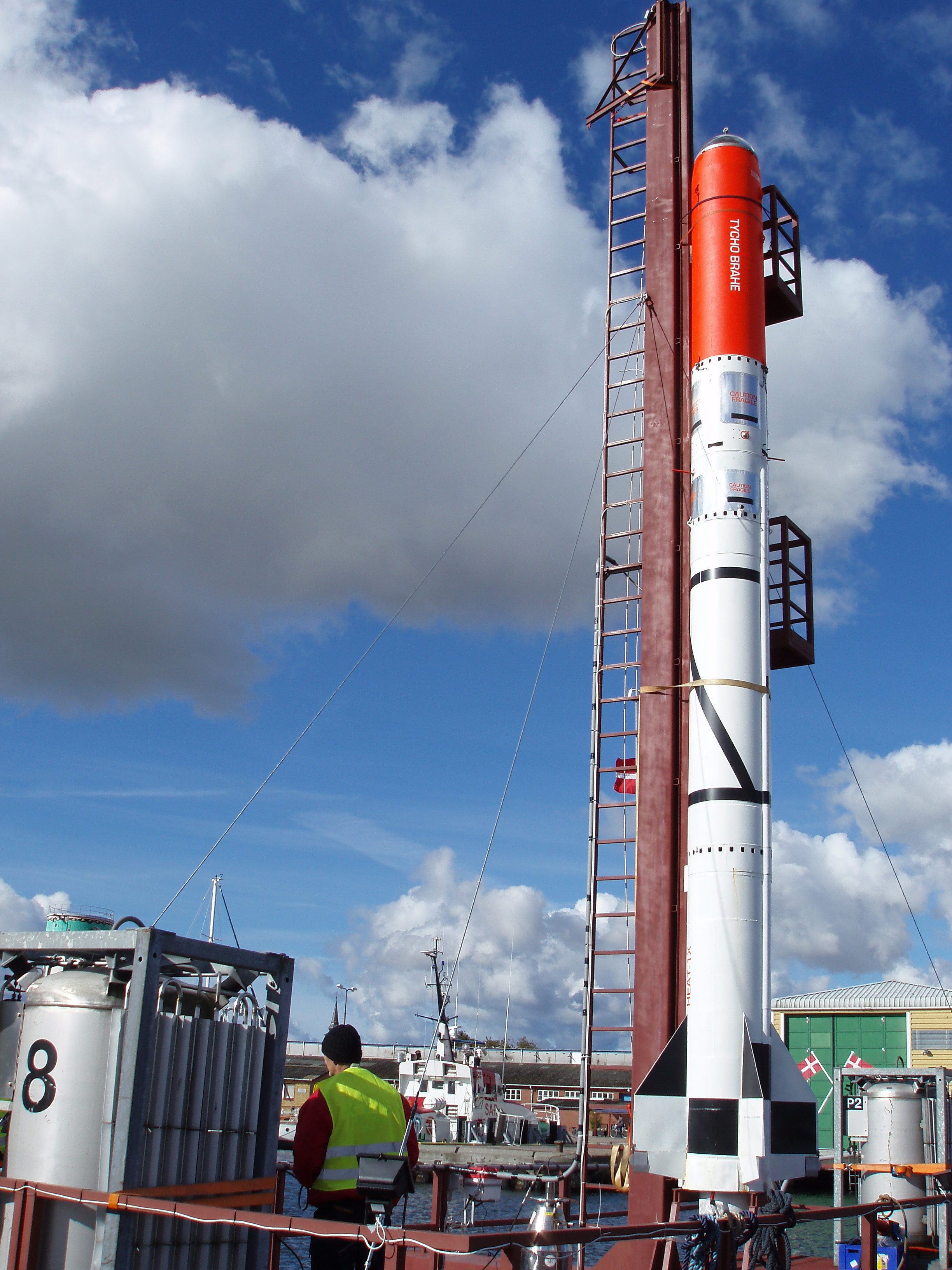
発射台上のHEATロケットと、先端に取り付けられたティコ・ブラーエ（2010年9月3日）

コペンハーゲン・サブオービタルズは、2008年からXLR-2, HATV, BabyHEAT などの小型の試作機を用いてロケットエンジンの試験を行ってきた。2010年2月と5月には実際の飛行に使用するのと同型のHEATロケットの地上試験が行われた。
2010年9月6日、バルト海のボーンホルム島沖でティコ・ブラーエとHEATロケットの初飛行が試みられた。この試験飛行では人形を乗せた無人の宇宙船が10kmから30kmの高度に到達する計画だった。カウントダウンの後にエンジンが点火されたが、ロケットは煙を噴射するだけで発射台を離れることができず、打ち上げは失敗に終わった。後に、失敗の原因はヒーターの故障により酸化剤のバルブが凍結し開かなかったためと判明した。
2011年6月3日に再挑戦が行われ、打ち上げは成功し高度3.6kmまで到達した。降下時にパラシュートの展開に失敗しカプセルは海面に叩きつけられたがロケットの飛行データは十分に取得できた。
飛行試験の結果、コペンハーゲン・サブオービタルズはより大型のロケットの宇宙カプセルの開発を決定、ティコ・ブラーエの設計は放棄された。
現在はSpicaの開発が進められる。

## ギャラリー

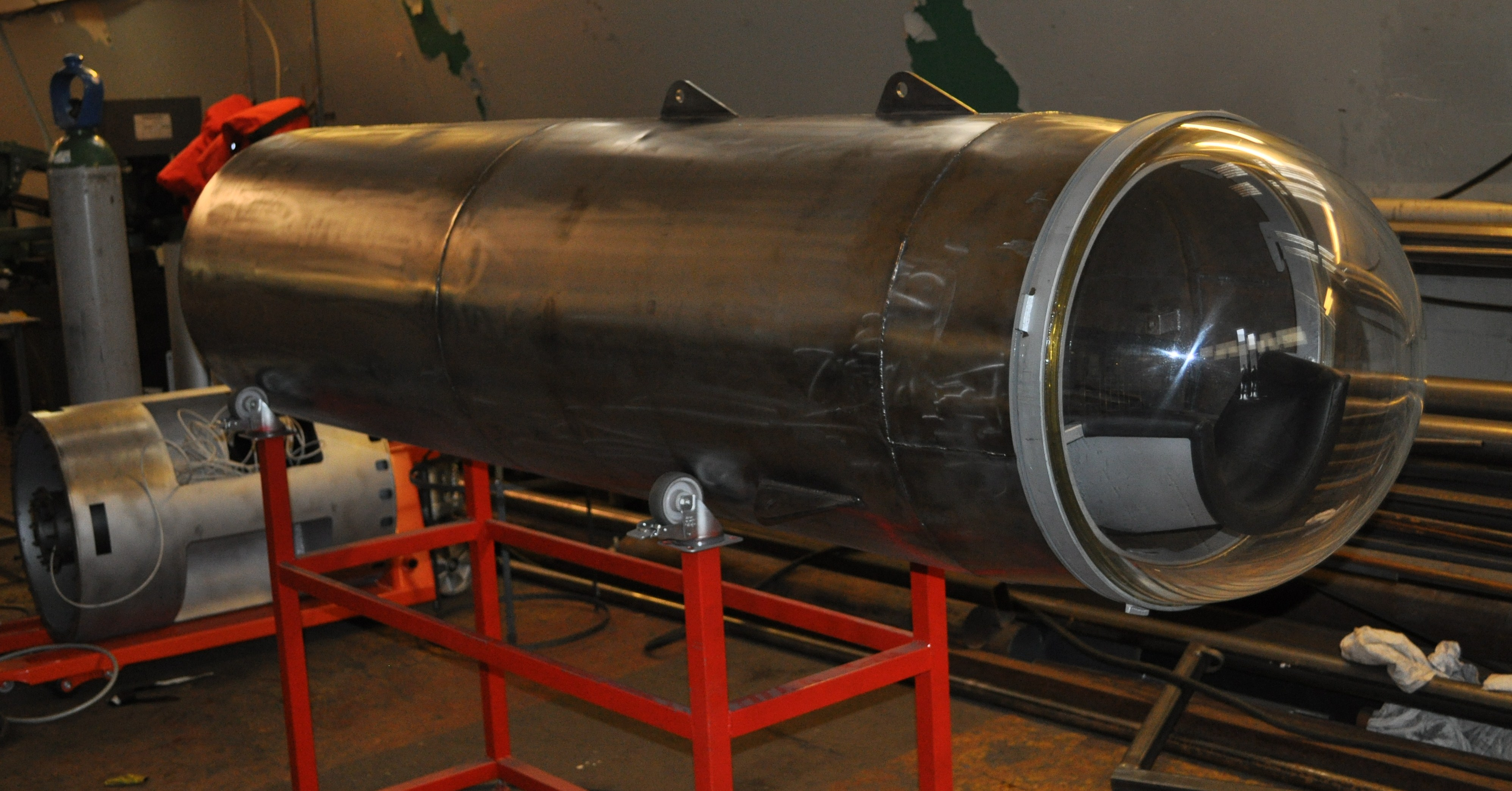
ティコ・ブラーエ宇宙船
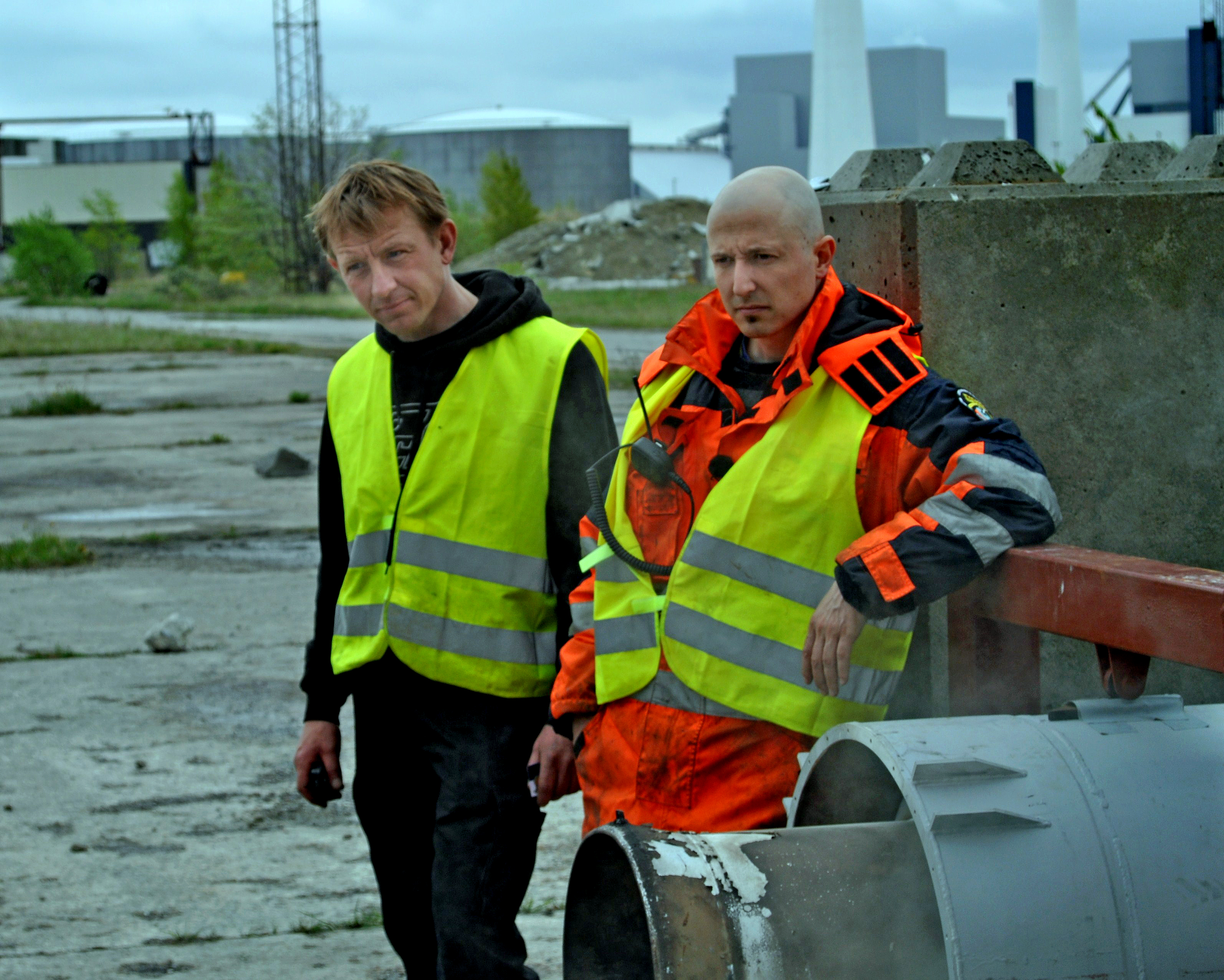
計画を率いる Madsen と von Bengtson
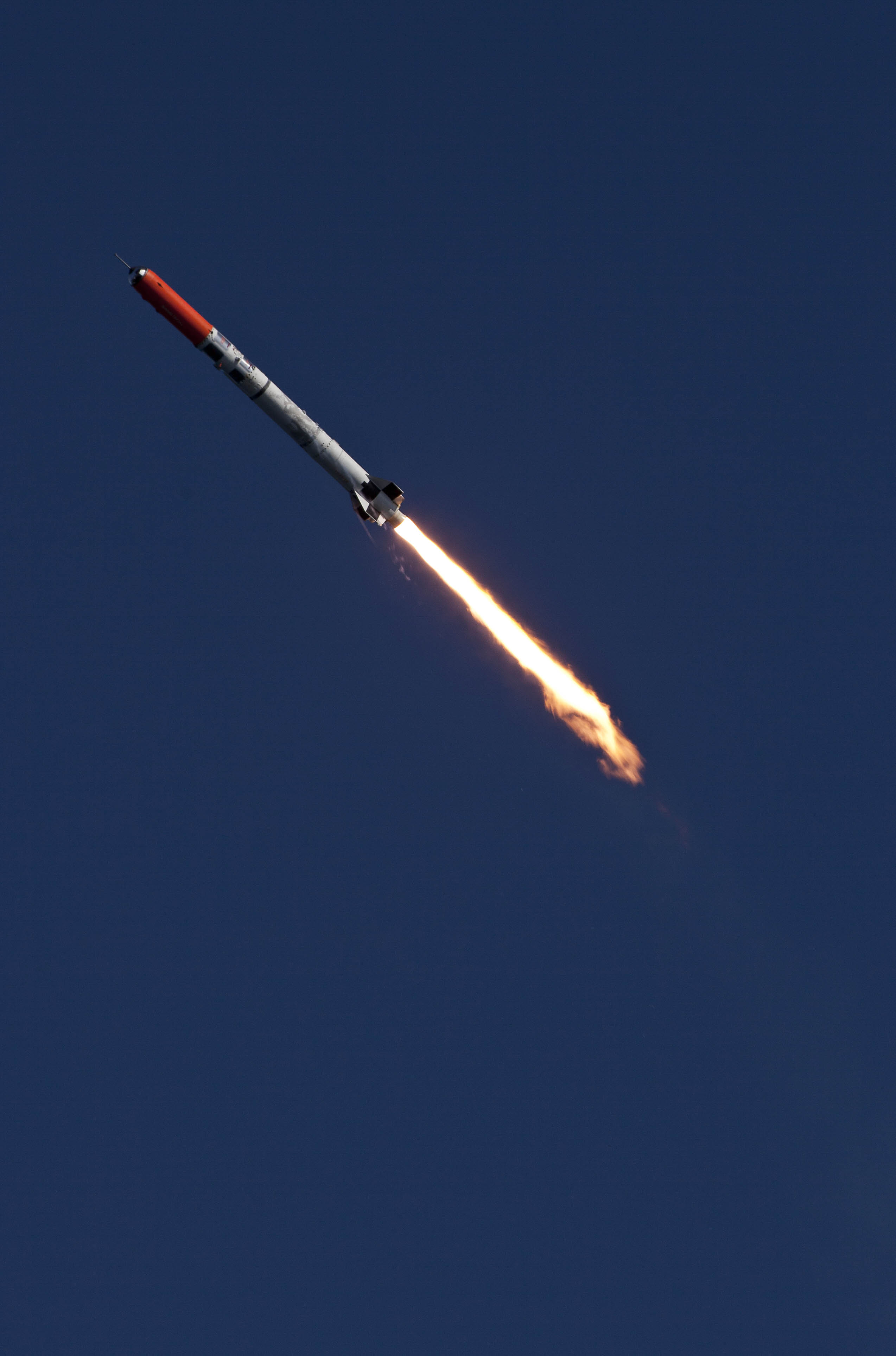
初飛行
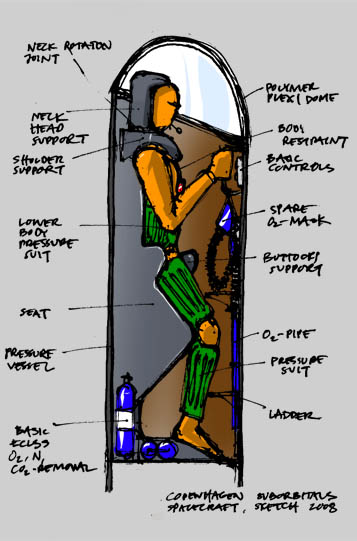
カプセル内部のスケッチ